# الوقشة (صنعاء)

تعديل مصدري - تعديل

الوقشه هي إحدى قرى الجمهورية اليمنية. تتبع جغرافيا لمحافظة صنعاء و إداريًا لمديرية نهم. يبلغ تعداد سكانها 3258 نسمة حسب الإحصاء الذي أجري عام 2004.